# Саба (сура)
Саба (араб. سبأ — Саба) — тридцать четвертая сура Корана. Сура мекканская.  Состоит из 54 аятов.

## Содержание
Саба' — государство с древней культурой, располагавшееся на востоке Йемена, на территории, которая называется сейчас Мареб.
В суре напоминается, как Аллах помогал тем, кто полагался на него: он смягчил железо в руках Давуда (Давида) и подчинил Сулейману (Соломону) джиннов, которые по его повелению делали ему алтари и изваяния. Давуд и Сулейман благодарны Аллаху за его милость, но немногие из рабов Аллаха благодарны ему также.
Далее в суре сказано об уделе, дарованном Аллахом обитателям Сабы, за который они не благодарили Аллаха. Они возгордились от милости Аллаха к ним и не благодарили Аллаха за неё. Аллах наказал их, как он наказывает непослушных и неблагодарных.
Сура осуждает тех, которые превозносились своими детьми и богатством, и запрещает им это. Ведь они (сыновья и имущество) приближают их к Аллаху лишь настолько, насколько они направлены на добрые, угодные Аллаху деяния.

Мы одарили Давуда (Давида) милостью от Нас и сказали: «О горы и птицы! Славьте вместе с ним!» Мы сделали железо мягким для него. ۝ Выкуй длинные кольчуги и соблюдай меру в кольцах. Поступайте праведно, ведь Я вижу то, что вы совершаете. ۝ Мы подчинили Сулейману (Соломону) ветер, который утром пролетал месячный путь и после полудня пролетал месячный путь. Мы заставили для него течь источник меди. Среди джиннов были такие, которые работали перед ним с дозволения его Господа. А того из них, кто уклонился от Нашего повеления, Мы заставили вкусить мучения в Пламени. ۝ Они создавали прекрасные строения, изваяния, миски, подобные водоёмам, и неподвижные котлы. О род Давуда (Давида)! Трудитесь в знак благодарности. Но среди Моих рабов мало благодарных. ۝ Когда же Мы предписали ему умереть, они узнали об этом лишь благодаря земляному червю, который источил его посох. Когда же он упал, джинны уяснили, что если бы они знали сокровенное, то не оставались бы в унизительных мучениях. ۝ В поселении сабейцев было знамение - два сада справа и слева. Вкушайте из удела вашего Господа и благодарите Его. Прекрасная страна и Прощающий Господь! ۝ Но они отвернулись, и Мы наслали на них поток, прорвавший плотину, и заменили их два сада двумя садами с горькими плодами, тамариском и несколькими лотосами. ۝ Так Мы воздали им за то, что они не уверовали. Разве Мы караем так кого-либо, кроме неблагодарных? ۝ Между ними и городами, которые Мы благословили, Мы воздвигли ясно различимые города и размерили путь между ними. Разъезжайте между ними ночью и днем в безопасности! ۝ Они сказали: «Господь наш! Удлини расстояния между нашими остановками в пути». Они поступили несправедливо по отношению к себе. Мы сделали их предметом сказаний и рассеяли их. Воистину, в этом - знамение для каждого, кто терпелив и благодарен. ۝ Предположение Иблиса относительно них оказалось правдивым, и они последовали за ним, за исключением группы верующих.  ۝ У него не было над ними никакой власти (или не было для них никакого доказательства). Но он искушал людей, чтобы Мы узнали и отличили того, кто верует в Последнюю жизнь, от того, кто сомневается в ней. Господь твой - Хранитель всякой вещи. 
—  34:10—21 (Кулиев)